# AdScape
AdScape — компанія, яка займається рекламою у відеоіграх. Розташована в Сан-Франциско, штат Каліфорнія, США. У лютому 2007 року придбана компанією Google.
Компанія заснована 2002 року Деном Віллісом, колишнім інженером компанії Nortel. Adscape запущена в лютому 2006 року фінансуванням HIG Ventures. Компанія є розробником першої у світі динамічної внутрішньоігрової запатентованої рекламної технології AdverPlay. Технологія підтримує демографічний, часовий, географічний таргетинг. Крім того, видавці можуть самостійно вибирати геймерів, на комп'ютери яких будуть завантажувати рекламу.